# Ormocarpum
Ormocarpum es un género de plantas con flores con 54 especies perteneciente a la familia Fabaceae.

## Especies seleccionadas
- Ormocarpum acuminatum
- Ormocarpum affinis
- Ormocarpum aristatum
- Ormocarpum aromaticum
- Ormocarpum australe
- Ormocarpum bernierianum